# Irijoa

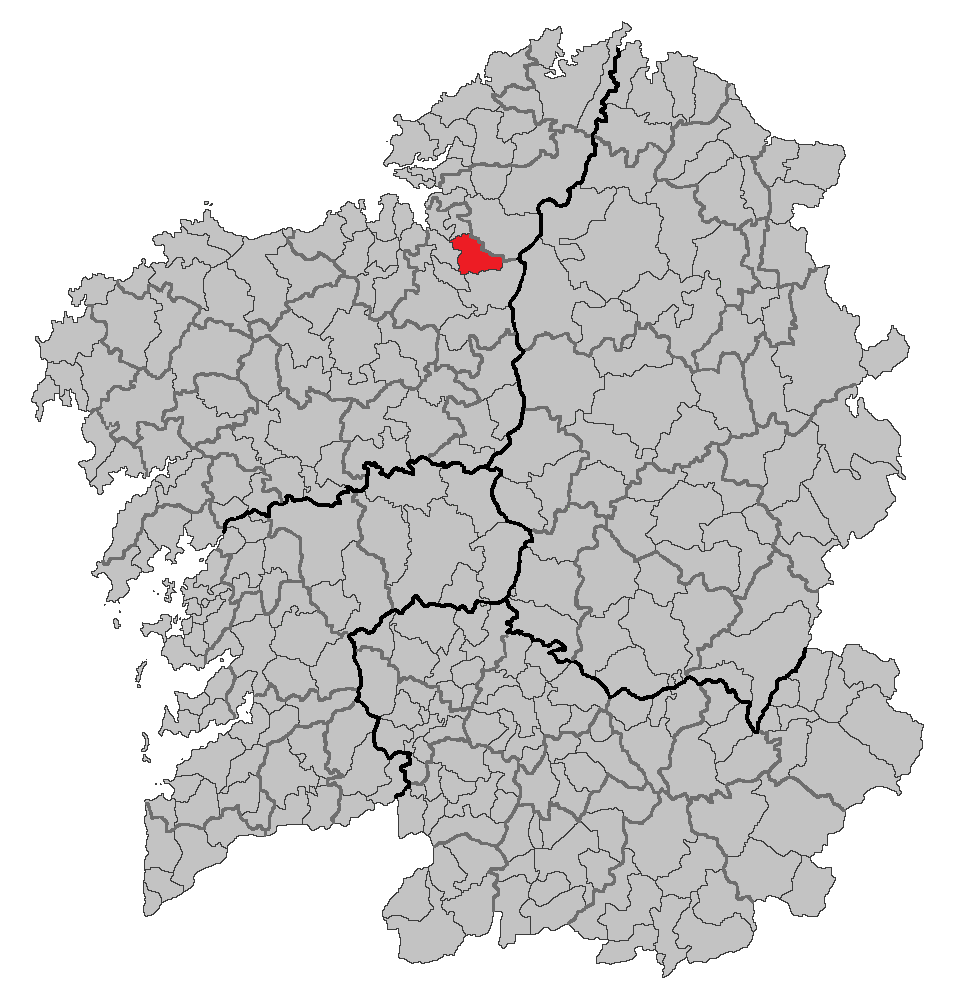
Localização de Irixoa

Irijoa (Irixoa; em espanhol, Irijoa) é um município da Espanha na província 
da Corunha, 
comunidade autónoma da Galiza, de área 68,52 km² com 
população de 1562 habitantes (2007) e densidade populacional de 23,63 hab/km².

## Demografia
| Variação demográfica do município entre 1991 e 2004 | Variação demográfica do município entre 1991 e 2004 | Variação demográfica do município entre 1991 e 2004 | Variação demográfica do município entre 1991 e 2004 |
| --------------------------------------------------- | --------------------------------------------------- | --------------------------------------------------- | --------------------------------------------------- |
| 1991                                                | 1996                                                | 2001                                                | 2004                                                |
| 1914                                                | 1808                                                | 1655                                                | 1619                                                |